# Haima 8S
Haima 8S — компактный кроссовер, выпускающийся китайской компанией Haima с 2019 года.

## Описание

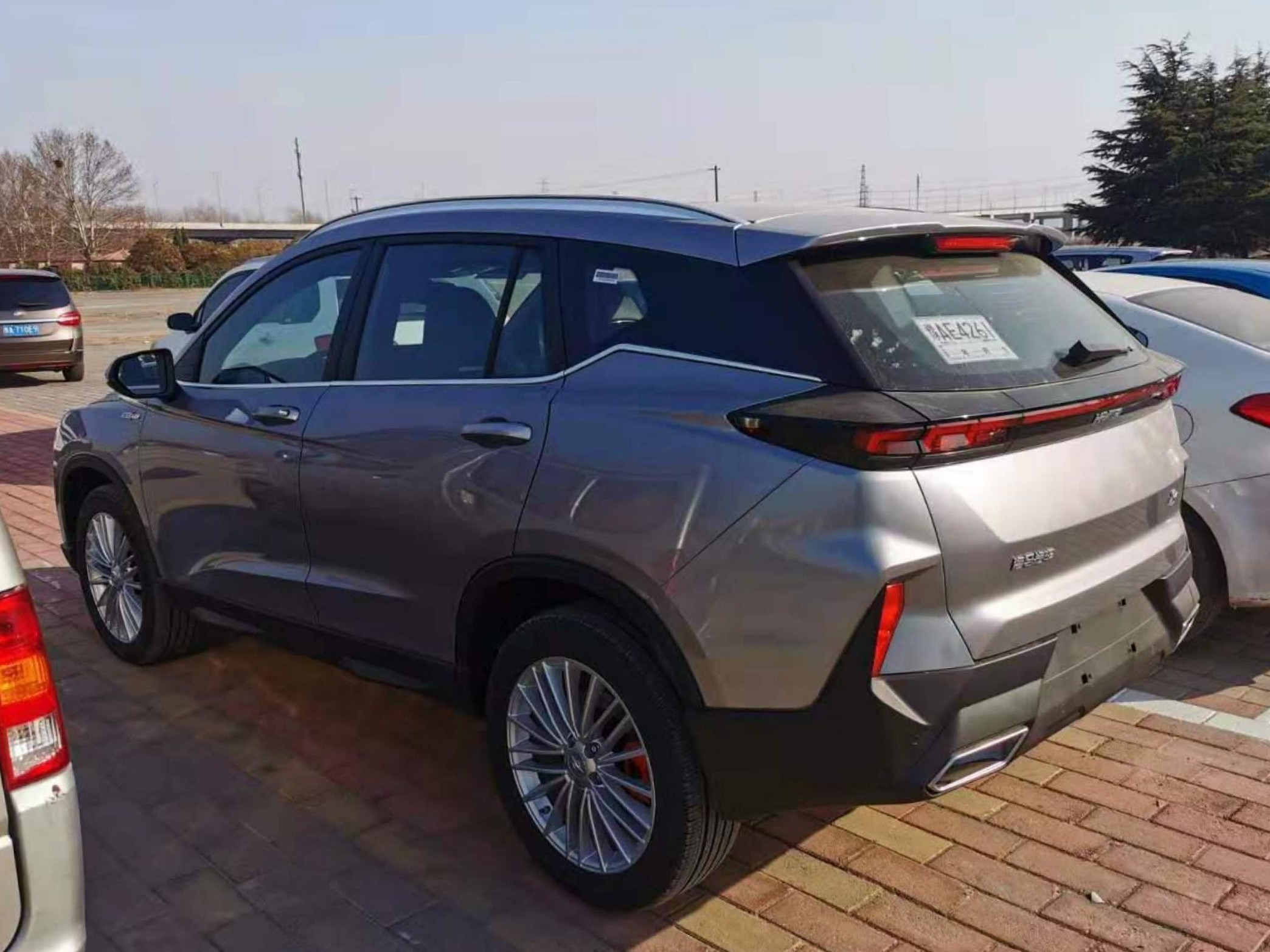
Вид сзади

Haima 8S был запущен в продажу на китайском рынке в июле 2019 года. Он разработан на платформе Haima HMGA (Haima Global Architecture) и оснащён 1,6-литровым рядным четырёхцилиндровым турбодвигателем Boost Blue Power TGDI мощностью 145 кВт (195 л. с.) и крутящим моментом 293 Н⋅м. Двигатель сочетается в паре с шестиступенчатой механической и автоматической трансмиссиями. Дополнительно может устанавливаться семиступенчатая трансмиссия с двумя сцеплениями. Ожидаются гибридные автомобили с 1,2-литровым турбодвигателем.

## Технические характеристики

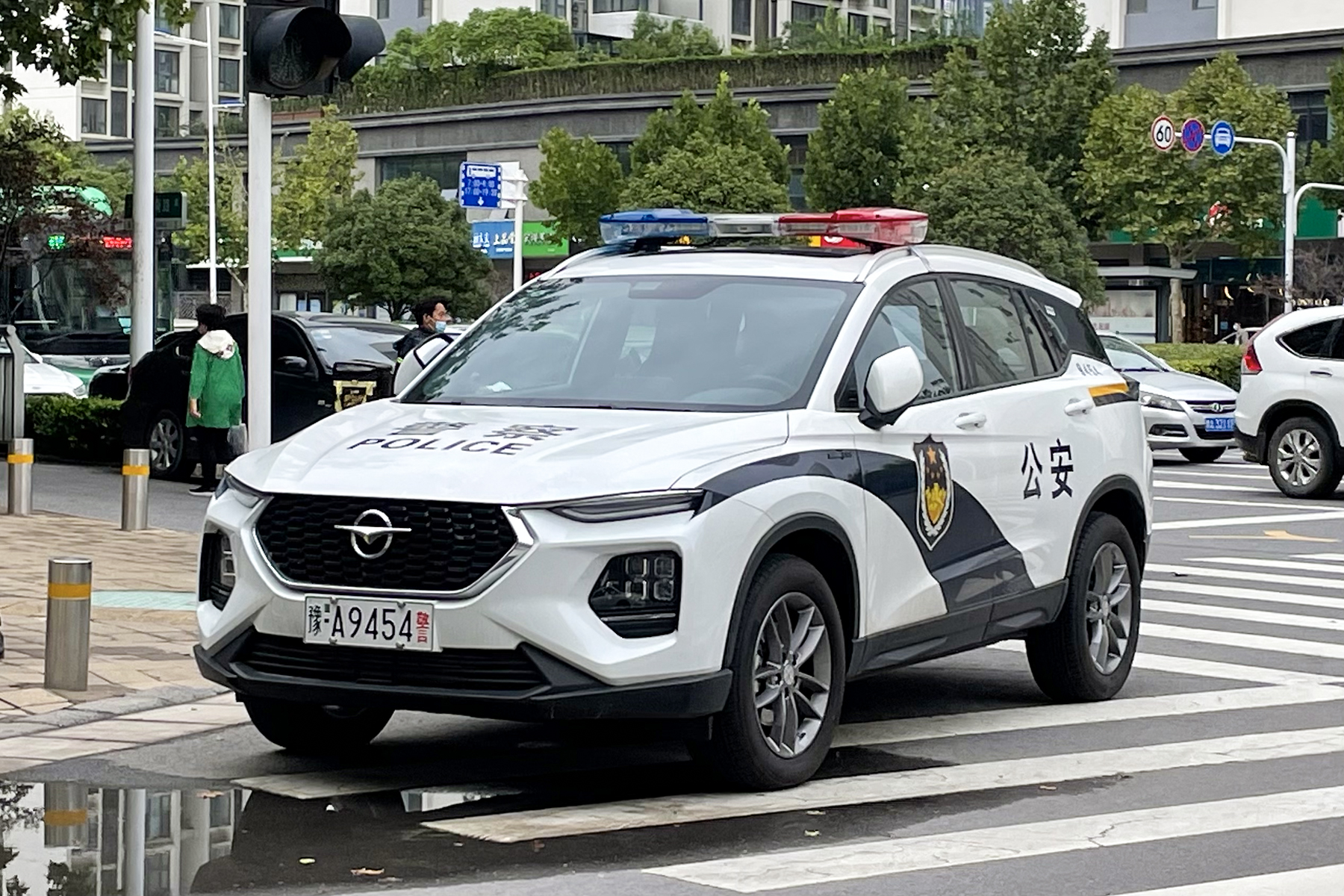
Автомобиль полиции

Haima 8S оснащён системой активной безопасности ADAS и системой помощи с камерой 360 градусов, TPMS, ESP, панорамным люком на крыше, системой «старт-стоп», электронным переключением передач с подрулевыми переключателями, адаптивным круиз-контролем ACC, AEB, электронно регулируемыми сиденьями, задней дверью багажника с электроприводом и дополнительной беспроводной зарядкой для мобильного телефона.